# کنیز

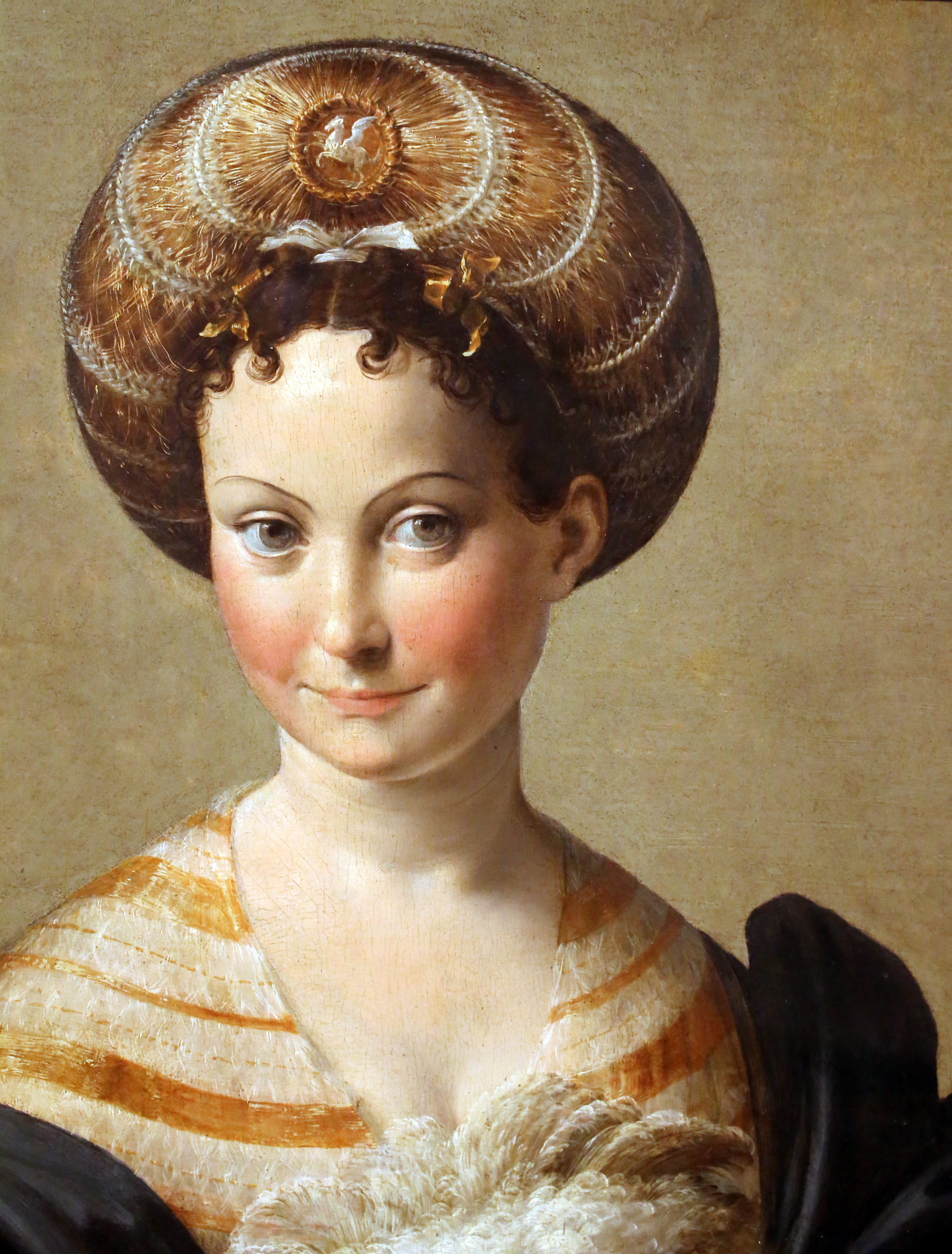
کنیز ترک اثر پارمیجانینو

کَنیز یا کَنیزَک در گذشته به معنای پیشخدمت مؤنث بوده‌است ولی بیشتر به معنای برده مؤنث است.

## پیرامون واژه

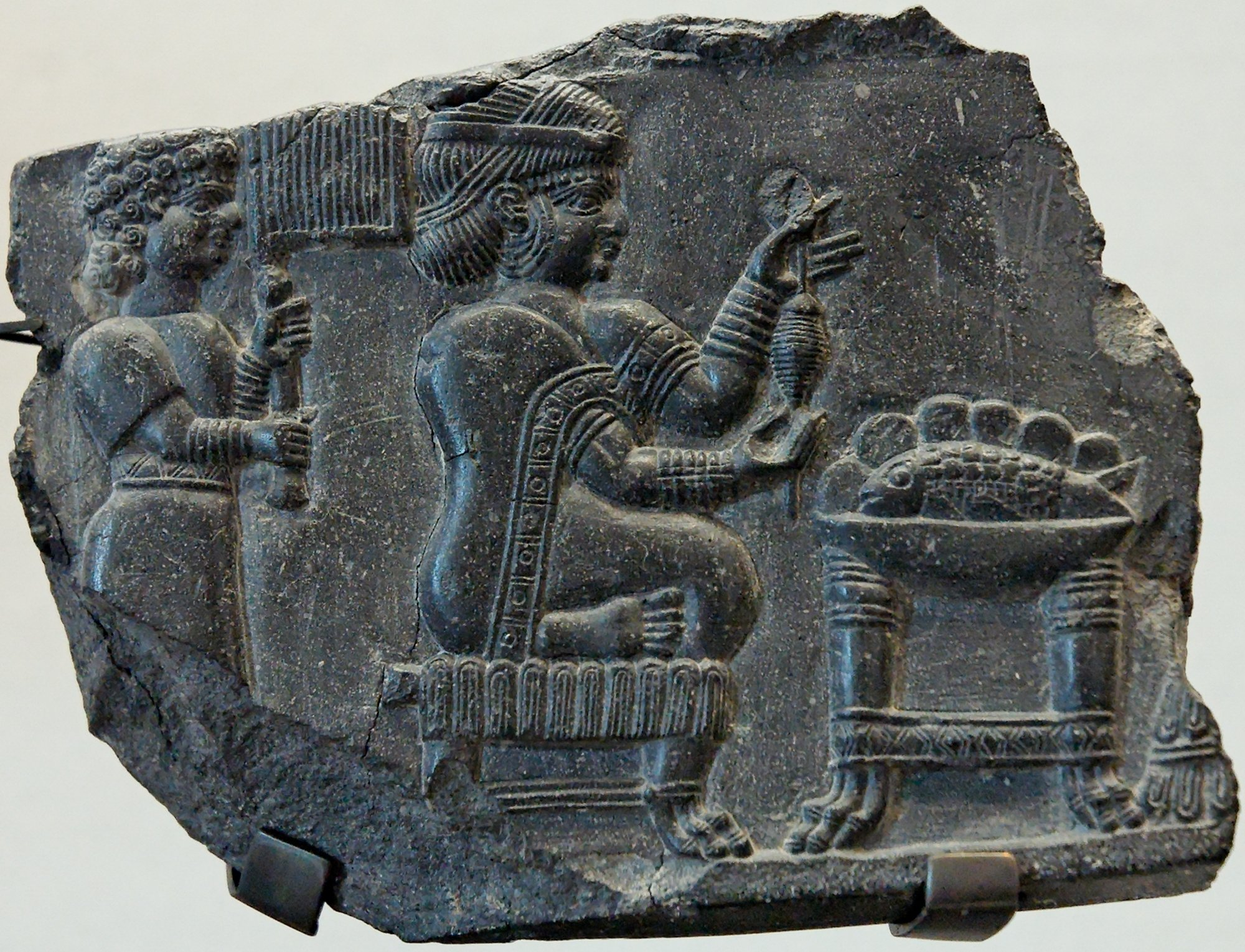
کنیز یا ندیمه زن ایلامی در سنگ‌نگاره زن ایلامی و ندیمه

فرهنگ فارسی دهخدا دربارهٔ کنیز چنین نوشته‌است:

پرستار و خدمتکار زنان باشد و به عربی جاریه خوانند. (برهان). زن مملوکه و پرستار زنان. (غیاث). خادمه و آن را برای تصغیر کنیزک گویند. (انجمن آرا) (آنندراج). اَمه. مولاة. مقابل غلام. عبد. مولی. بنده. زن که بخرند خدمت را. صیغه. جاریه. داه. دده. برده مادینه. (یادداشت به خط مرحوم دهخدا). ترنی. (منتهی الارب). برده‌ای که دختر یا زن باشد و داه و لاچین و خدمتکار و پرستار زنانه و جاریه. (ناظم الاطباء). اوستا، «کنیا، کینین، کینیکا» (دختر جوان). پهلوی، کنیک. هندی باستان، «کنیه، کنیه». و این کلمه مرکب است از: کن (زن) + ییز (پسوند تصغیر) = یزه (دوشیزه). با پهلوی، پازند «کنیچک» قیاس شود. امروزه به معنی زن است و مجازاً به معنی پرستار استعمال می‌شود. (از حاشیه برهان چ معین)

در زبان پهلوی نیز واژه به ریختهای kanig و kanizag بوده که در هر دو شکل معنای دختر و نیز دختر پیشخدمت را می‌دهد.
کنیز واژه‌ای ترکیبی است از «کن + یز». «کن» به معنای «زن» بوده و «یز»، «پسوند تصغیر» است.

## کنیز در دین

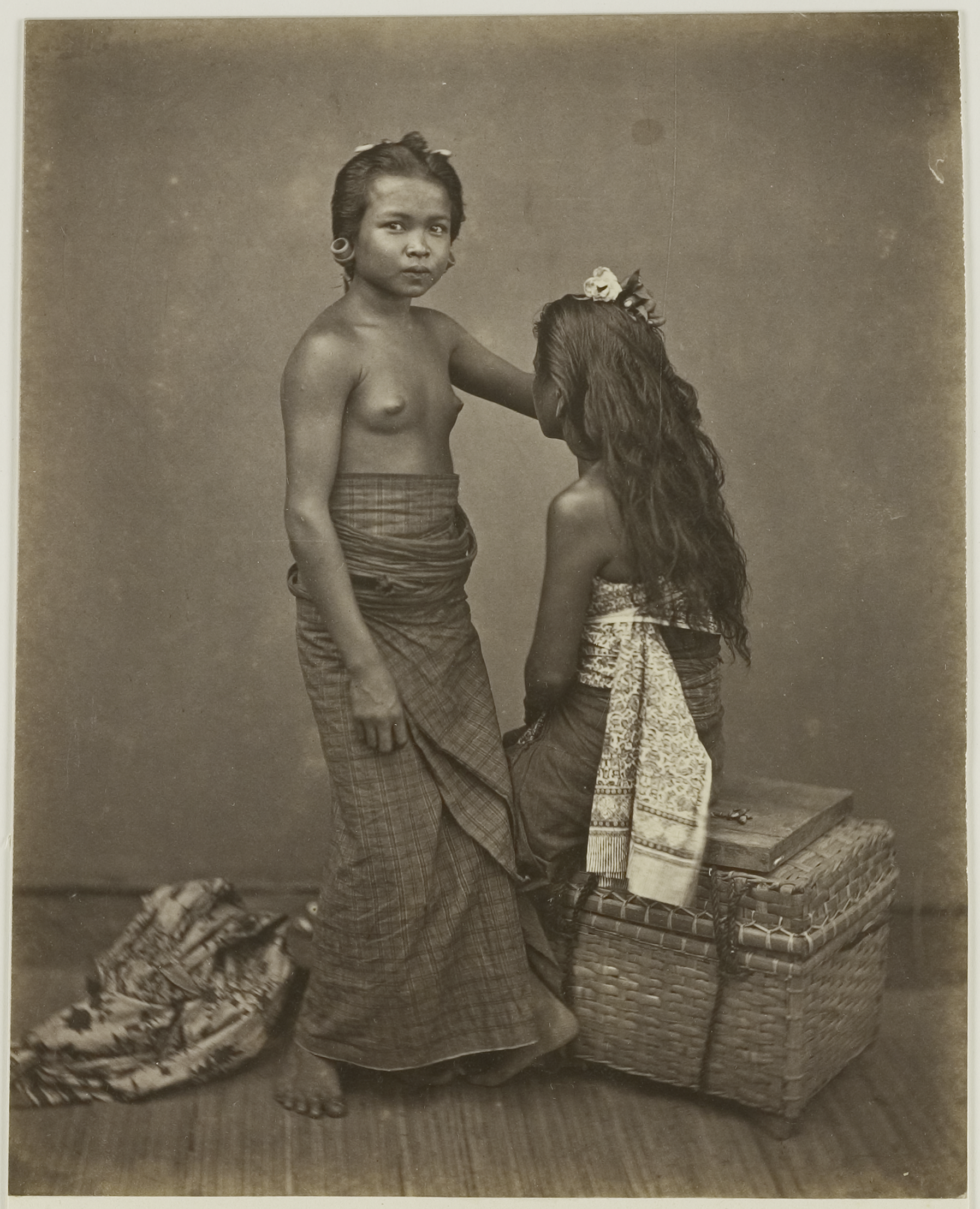
قاچاق انسان در اندونزی - دو دختر کنیز در اندونزی

### یهودیت
هاجر کنیز ساره همسر ابراهیم است که توسط ساره به او بخشیده می‌شود تا از او فرزند دار شود. اولین فرزند ابراهیم به نام اسماعیل از او زاده شد.

### اسلام
در اسلام ملک یمین (به عربی: مَا مَلَکَتْ أَیْمَانُکُمْ) به کنیز یا برده زن گفته می‌شد که مالک او می‌تواند با او رابطه جنسی داشته باشد. محمدحسین طباطبایی، عالم شیعه، در مورد کنیز می‌گوید.
یعنی بفرماید زنانی که ازدواج کرده‌اند، یا بگو شوهر دارند، ازدواج با آنها حرام است به استثنای کنیزان که در عین اینکه شوهر دارند ازدواج با آنها حلال است به این معنا که صاحب کنیز که او را شوهر داده می‌تواند بین کنیز و شوهرش حائل شود، و در مدت استبرا نگذارد با شوهرش تماس بگیرد، و آنگاه خودش با او همخوابگی نموده، دوباره به شوهرش تحویل دهد، که سنت هم بر این معنا وارد شده‌است.